# Pratylenchus pratensis
Pratylenchus pratensis är en rundmaskart. Pratylenchus pratensis ingår i släktet Pratylenchus och familjen Hoplolaimidae. Inga underarter finns listade i Catalogue of Life.